# Ашельская культура
Аше́льская (ашёльская) культура (1,76 млн — 150/120 тыс. лет назад) — культура раннего палеолита. Возникла на основе шелльской, либо (если шелльскую рассматривать как ранний период ашёльской) олдувайской культуры. В Евразии сменяется мустьерской культурой, а в Африке сангойской.

## География
Была распространена на территории Африки (Пенинж в Танзании, Консо-Гардула в Эфиопии), Западной Европы (Сент-Ашель во Франции и Торральбе в Испании), Северного Кавказа, Азербайджана (Азыхская пещера), Грузии (стоянка Дманиси), Армении (Мурадово, Куртан I Карахач), Казахстана (стоянки Бориказган и Танирказган), Ближнего Востока (Гешер-Бнот-Яаков), Кореи (стоянка Чонгонни), а также в Индии (Мадрас), в Крыму. В России ашель выявлен на палеолитических стоянках приморского и горного Дагестана, таманских стоянках Родники 1—4, Богатыри/Синяя балка, Кермек, башкирских памятниках кызыл-яровского типа (стоянка-мастерская Кызыл-Яр-2, местонахождения Улек-Хазы 6, Утюльган 7, Кызыл-Яр-4).
Самые ранние ашельские орудия из Kokiselei 4 (KS4) в Западной Туркане и KGA6-A1 в Консо-Гардула (Konso-Gardula) датируются возрастом около 1,76—1,74 млн л. н. В Западной Туркане больше не задокументировано никаких других ранних ашельских стоянок, а в Консо существует ряд стратиграфически и радиометрически хорошо ограниченных скоплений в диапазоне 1,4—1,6 млн лет л. н. В Эфиопии в Гоне есть ашельские стоянки, датируемые 1,4—1,7 млн л. н. Минимальный возраст ранних ашельских скоплений в Олдувае относительно хорошо ограничен, а даты для туфа IID варьируются от 1,33 до 1,48 млн л. н., минимальный возраст раннего ашеля в Натроне — около 1,3 млн л. н. В Южной Африке возраст ашельских орудий в Ритпутсе (Rietputs) составляет более 1,2 млн л. н., в Стеркфонтейне ашель слоя Sterkfontein Member 5 находится в диапазоне 1,7—1,4 млн л. н. В Северном полушарии сообщается о нескольких скоплениях в Убейдии (Израиль), которые на основе биостратиграфических корреляций датируются возрастом до 1,5 млн л. н. Этот же возраст около 1,5 млн лет сообщается с помощью радиометрического датирования и палеомагнетизма для ашеля из Аттирампаккама в Южной Индии. В Марокко возраст ашельских орудий в карьере Томас I составляет 1,3 млн лет.

## Происхождение названия
Названа по первым находкам в Сент-Ашёле, предместье Амьена на севере Франции.

## Материальная культура
Активное распространение ашельской культуры произошло примерно 1,6 млн лет назад. Население данной культуры находилось на ранней стадии первобытнообщинного строя, пользовалось огнём, занималось собирательством и охотой, пользовалось примитивными каменными (кремнёвыми) орудиями (макролиты — ручные рубила, отщепы). Предполагается, что представители ашельской культуры уже 700 тыс. лет назад поддерживали огонь (мост дочерей Иакова — Израиль), но ещё не умели его добывать. Ашельская традиция, вероятно, закончилась в разное время по всему миру, от 170—166 тыс. л. н. в Африке к югу от Сахары, 141—130 тыс. л. н. в Европе до 57—53 тыс. л. н. в Азии.